# 楊錫蘭
杨锡兰（1961年3月15日—），天津市人，前中國女排隊二传，身高1.79米，擅長攔網、扣球，是中国女排1980年代五連冠時的選手。
退役后到瑞士，获得瑞士国籍，曾在国际奥委会总部工作。

## 主要成绩
- 1984年夏季奧林匹克運動會排球比賽冠军